# 담양 명옥헌 원림
담양 명옥헌 원림(潭陽 鳴玉軒 苑林)은 대한민국 전라남도 담양군 고서면 산덕리에 있는 정원이다. 2009년 9월 18일 대한민국의 명승 제58호로 지정되었다.

## 개요
조선 중기 명곡(明谷) 오희도가 자연을 벗 삼아 살던 곳으로 그의 아들 오이정이 선친의 뒤를 이어 이곳에 은둔하면서 자연경관이 좋은 도장곡에 정자를 짓고, 앞뒤로 네모난 연못을 파서 주변에 적송, 배롱나무 등을 심어 가꾼 정원이다.
시냇물이 흘러 한 연못을 채우고 다시 그 물이 아래의 연못으로 흘러가는데 물 흐르는 소리가 옥이 부딪히는 것만 같다고 하여 연못 앞에 세워진 정자 이름을 명옥헌(鳴玉軒)이라고 한다.
주위의 산수 경관이 연못에 비치는 모습을 명옥헌에서 내려다보며 경관을 즐길 수 있도록 조성하여 자연에 순응한 조상들의 지혜를 잘 반영한 전통원림으로 자연경관이 뛰어난 경승지이다.

## 참고 자료
- 담양 명옥헌 원림 - 국가유산청 국가유산포털